# Carios reddelli
Carios reddelli är en fästingart som beskrevs av James E. Keirans och Clifford 1975. Carios reddelli ingår i släktet Carios och familjen mjuka fästingar. Inga underarter finns listade.